# Finland op de Olympische Winterspelen 2002
Tijdens de Olympische Winterspelen van 2002, die in Salt Lake City (Verenigde Staten) werden gehouden, nam Finland voor de negentiende keer deel.

## Medailleoverzicht
| Sport              | Olympiër                                                            | Discipline                   | Medaille |
| ------------------ | ------------------------------------------------------------------- | ---------------------------- | -------- |
| Freestyleskiën     | Janne Lahtela                                                       | moguls (m)                   | Goud     |
| Noordse combinatie | Samppa Lajunen                                                      | individueel (m)              | Goud     |
| Noordse combinatie | Samppa Lajunen                                                      | sprint (m)                   | Goud     |
| Noordse combinatie | Jari Mantila Jaakko Tallus Hannu Manninen Samppa Lajunen            | team (m)                     | Goud     |
| Noordse combinatie | Jaakko Tallus                                                       | individueel (m)              | Zilver   |
| Schansspringen     | Matti Hautamäki Veli-Matti Lindström Risto Jussilainen Janne Ahonen | grote schans team (m)        | Zilver   |
| Schansspringen     | Matti Hautamäki                                                     | grote schans individueel (m) | Brons    |

## Deelnemers en resultaten
(m) = mannen, (v) = vrouwen 

### Alpineskiën
| Olympiër         | Discipline       | Resultaat | Prestatie                         |
| ---------------- | ---------------- | --------- | --------------------------------- |
| Kalle Palander   | reuzenslalom (m) | dnf-2     | opgave run 2 — 1.14,57+dnf        |
| Kalle Palander   | slalom (m)       | dnf-1     | opgave run 1                      |
| Sami Uotila      | reuzenslalom (m) | dnf-1     | opgave run 1                      |
|                  |                  |           |                                   |
| Tanja Poutiainen | reuzenslalom (v) | 11e       | 2.32,97 (+2,96) — 1.17,31+1.15,66 |
| Tanja Poutiainen | slalom (v)       | dnf-2     | opgave run 2 — 52,46+dnf          |
| Henna Raita      | reuzenslalom (v) | dnf-1     | opgave run 1                      |
| Henna Raita      | slalom (v)       | 8e        | 1.48,40 (+2,30) — 54,75+53,65     |

### Biatlon
| Olympiër                                                         | Discipline                | Resultaat | Prestatie |
| ---------------------------------------------------------------- | ------------------------- | --------- | --- |
| Timo Antila                                                      | 10 km sprint (m)          | 19e       | 26.33,4 (+1.42,1) pen.: 1 (0 + 1) |
| Timo Antila                                                      | 12,5 km achtervolging (m) | 32e       | +3.42,1 pen.: 5 (0 + 0 + 3 + 2) |
| Timo Antila                                                      | 20 km (m)                 | 41e       | 56.33,5 (+5.30,2) pen.: 3 (1 + 1 + 1 + 0) |
| Vesa Hietalahti                                                  | 10 km sprint (m)          | 25e       | 26.43,2 (+1.51,9) pen.: 0 (0 + 0) |
| Vesa Hietalahti                                                  | 12,5 km achtervolging (m) | 22e       | +2.35,4 pen.: 1 (0 + 0 + 0 + 1) |
| Vesa Hietalahti                                                  | 20 km (m)                 | 19e       | 54.47,0 (+3.43,7) pen.: 2 (0 + 0 + 0 + 2) |
| Olli-Pekka Peltola                                               | 10 km sprint (m)          | 73e       | 28.58,5 (+4.07,2) pen.: 1 (1 + 0) |
| Paavo Puurunen                                                   | 10 km sprint (m)          | 16e       | 26.24,7 (+1.33,4) pen.: 1 (1 + 0) |
| Paavo Puurunen                                                   | 12,5 km achtervolging (m) | 28e       | +3.28,9 pen.: 3 (1 + 1 + 0 + 1) |
| Paavo Puurunen                                                   | 20 km (m)                 | 15e       | 54.15,7 (+3.12,4) pen.: 3 (1 + 1 + 0 + 1) |
| Ville Räikkönen                                                  | 20 km (m)                 | 67e       | 59.34,2 (+8.30,9) pen.: 4 (1 + 1 + 2 + 0) |
| Team Ville Räikkönen Timo Antila Paavo Puurunen Vesa Hietalahti  | 4x7,5 km estafette (m)    | 12e       | 1:28.52,7 (+5.10,4) pen.: 1-15 23.14,9 pen.: 0-2 (0-1 + 0-1) 22.23,7 pen.: 1-6 (0-3 + 1-3) 21.30,3 pen.: 0-3 (0-3 + 0-0) 21.43,8 pen.: 0-4 (0-2 + 0-2) |
|                                                                  |                           |           | |
| Katja Holanti                                                    | 7,5 km sprint (v)         | 52e       | 24.07,2 (+3.25,8) pen.: 4 (1 + 3) |
| Katja Holanti                                                    | 10 km achtervolging (v)   | 46e       | +6.34,0 pen.: 6 (2 + 1 + 2 + 1) |
| Katja Holanti                                                    | 15 km (v)                 | 13e       | 49.52,3 (+2.23,2) pen.: 2 (0 + 0 + 1 + 1) |
| Outi Kettunen                                                    | 7,5 km sprint (v)         | 37e       | 23.11,3 (+2.29,9) pen.: 1 (0 + 1) |
| Outi Kettunen                                                    | 10 km achtervolging (v)   | 37e       | +4.40,9 pen.: 4 (1 + 0 + 2 + 1) |
| Outi Kettunen                                                    | 15 km (v)                 | 48e       | 53.48,1 (+6.19,0) pen.: 4 (0 + 1 + 1 + 2) |
| Anita Nyman                                                      | 7,5 km sprint (v)         | 54e       | 24.17,0 (+3.35,6) pen.: 4 (2 + 2) |
| Anita Nyman                                                      | 10 km achtervolging (v)   | dnf       | ingehaald |
| Sanna-Leena Perunka                                              | 7,5 km sprint (v)         | 24e       | 22.39,9 (+1.58,5) pen.: 1 (0 + 1) |
| Sanna-Leena Perunka                                              | 10 km achtervolging (v)   | 20e       | +2.36,8 pen.: 1 (0 + 0 + 0 + 1) |
| Sanna-Leena Perunka                                              | 15 km (v)                 | 40e       | 52.48,8 (+5.19,7) pen.: 3 (1 + 0 + 0 + 2) |
| Team Katja Holanti Sanna-Leena Perunka Anita Nyman Outi Kettunen | 4x7,5 km estafette (v)    | 12e       | 1:34.18,7 (+6.23,7) pen.: 0-10 23.21,5 pen.: 0-2 (0-1 + 0-1) 23.03,6 pen.: 0-2 (0-0 + 0-2) 23.31,3 pen.: 0-4 (0-1 + 0-3) 24.22,3 pen.: 0-2 (0-2 + 0-0) |

### Curling
| Olympiër                                                                        | Discipline | Resultaat | Prestatie |
| ------------------------------------------------------------------------------- | ---------- | --------- | --- |
| Markku Uusipaavalniemi Wille Mäkelä Tommi Häti Jari Laukkanen Pekka Saarelainen | mannen     | 5e        | Groepsfase: 9- 3 Finland - Denemarken 6- 7 Finland - Duitsland 4- 9 Finland - Canada 6- 5 Finland - Zwitserland 6- 5 Finland - Frankrijk 6- 4 Finland - Groot-Brittannië 5- 6 Finland - Noorwegen 4-11 Finland - Zweden 6- 4 Finland - Verenigde Staten |

### Freestyleskiën
| Olympiër        | Discipline | Resultaat | Prestatie                         |
| --------------- | ---------- | --------- | --------------------------------- |
| Janne Lahtela   | moguls (m) | Goud      | 27,97 p. (kwalificatie: 26,92 p.) |
| Tapio Luusua    | moguls (m) | 5e        | 26,67 p. (kwalificatie: 24,56 p.) |
| Mikko Ronkainen | moguls (m) | 8e        | 26,49 p. (kwalificatie: 26,25 p.) |
| Sami Mustonen   | moguls (m) | 10e       | 26,08 p. (kwalificatie: 25,42 p.) |
| Minna Karhu     | moguls (v) | 12e       | 23,07 p. (kwalificatie: 22,66 p.) |

### Kunstrijden
| Olympiër       | Discipline | Resultaat | Prestatie                              |
| -------------- | ---------- | --------- | -------------------------------------- |
| Elina Kettunen | vrouwen    | 11e       | 18,0 p. (korte kür: 18 - lange kür: 9) |

### Langlaufen
| Olympiër                                                          | Discipline                       | Resultaat | Prestatie                                                                     |
| ----------------------------------------------------------------- | -------------------------------- | --------- | ----------------------------------------------------------------------------- |
| Karri Hietamäki                                                   | 15 km klassiek (m)               | 43e       | 41.13,6 (+4.06,2)                                                             |
| Karri Hietamäki                                                   | 50 km klassiek (m)               | 31e       | 2:19.32,0 (+13.11,2)                                                          |
| Teemu Kattilakoski                                                | 30 km vrije stijl massastart (m) | 35e       | 1:16.20,9 (+4.49,9)                                                           |
| Keijo Kurttila                                                    | sprint (m)                       | 25e       | dnq, kwal.:2.56,91 (+6,84)                                                    |
| Hannu Manninen                                                    | sprint (m)                       | 8e        | B-finale: 2.59,5, hf 1 (4e): 3.14,1, kf 1 (2e): 3.02,4, kwal.:2.53,87 (+3,80) |
| Ari Palolahti                                                     | sprint (m)                       | 20e       | dnq, kwal.:2.55,28 (+5,21)                                                    |
| Ari Palolahti                                                     | 15 km klassiek (m)               | 53e       | 42.10,7 (+5.03,3)                                                             |
| Sami Pietilä                                                      | 30 km vrije stijl massastart (m) | dnf       | opgave                                                                        |
| Sami Pietilä                                                      | 50 km klassiek (m)               | 30e       | 2:19.10,7 (+12.49,9)                                                          |
| Sami Pietilä                                                      | achtervolging 10 km+10 km (m)    | 46e       | +2.56,9 (klassiek:28.20,1 + vrije stijl:24.25,8)                              |
| Sami Repo                                                         | sprint (m)                       | 21e       | dnq, kwal.:2.55,47 (+5,40)                                                    |
| Sami Repo                                                         | 30 km vrije stijl massastart (m) | 40e       | 1:16.48,2 (+5.17,2)                                                           |
| Sami Repo                                                         | achtervolging 10 km+10 km (m)    | 31e       | +1.47,8 (klassiek:28.09,2 + vrije stijl:23.27,7)                              |
| Kuisma Taipale                                                    | 15 km klassiek (m)               | 30e       | 39.50,3 (+2.42,9)                                                             |
| Kuisma Taipale                                                    | 50 km klassiek (m)               | 47e       | 2:24.40,5 (+18.19,7)                                                          |
| Team Kuisma Taipale Karri Hietamäki Teemu Kattilakoski Sami Repo  | 4x10 km estafette (m)            | 11e       | 1:37.41,8 (+4.56,3) 26.01,7 26.08,8 23.02,2 22.29,1                           |
|                                                                   |                                  |           |                                                                               |
| Riitta-Liisa Lassila                                              | sprint (v)                       | 36e       | dnq, kwal.:3.27,16 (+14,40)                                                   |
| Riitta-Liisa Lassila                                              | 15 km vrije stijl massastart (v) | 19e       | 42.14,3 (+2.19,9)                                                             |
| Elina Pienimäki-Hietamäki                                         | sprint (v)                       | 14e       | dnq, kf 4 (4e): 4.01,5, kwal.:3.14,79 (+2,03)                                 |
| Elina Pienimäki-Hietamäki                                         | achtervolging 5 km+5 km (v)      | 40e       | +1.27,8 (klassiek:14.21,3 + vrije stijl:12.16,7)                              |
| Satu Salonen                                                      | 10 km klassiek (v)               | 7e        | 29.02,3 (+56,7)                                                               |
| Satu Salonen                                                      | 30 km klassiek (v)               | dnf       | opgave                                                                        |
| Satu Salonen                                                      | achtervolging 5 km+5 km (v)      | 36e       | +1.22,6 (klassiek:13.43,4 + vrije stijl:12.49,5)                              |
| Kati Sundqvist                                                    | sprint (v)                       | 18e       | dnq, kwal.:3.19,23 (+6,47)                                                    |
| Kati Sundqvist                                                    | 10 km klassiek (v)               | 28e       | 30.24,0 (+2.18,4)                                                             |
| Kati Sundqvist                                                    | achtervolging 5 km+5 km (v)      | 16e       | +1.00,2 (klassiek:13.54,4 + vrije stijl:12.16,1)                              |
| Kaisa Varis                                                       | sprint (v)                       | 23e       | dnq, kwal.:3.20,52 (+7,76)                                                    |
| Kaisa Varis                                                       | 15 km vrije stijl massastart (v) | 4e        | 40.04,1 (+9,7)                                                                |
| Kaisa Varis                                                       | achtervolging 5 km+5 km (v)      | 12e       | +26,1 (klassiek:13.37,9 + vrije stijl:11.59,0)                                |
| Annmari Viljanmaa                                                 | 10 km klassiek (v)               | 37e       | 30.51,8 (+2.46,2)                                                             |
| Annmari Viljanmaa                                                 | 15 km vrije stijl massastart (v) | dnf       | opgave                                                                        |
| Annmari Viljanmaa                                                 | 30 km klassiek (v)               | 24e       | 1:40.47,9 (+9.50,8)                                                           |
| Team Kati Sundqvist Satu Salonen Riitta-Liisa Lassila Kaisa Varis | 4x5 km estafette (v)             | 7e        | 50.45,5 (+1.14,9) 13.48,5 12.44,8 12.09,3 12.02,9                             |

### Noordse combinatie
| Olympiër                                                      | Discipline      | Resultaat | Prestatie |
| ------------------------------------------------------------- | --------------- | --------- | --- |
| Mikko Keskinarkaus                                            | individueel (m) | 28e       | +5.27,2 — schans: 209,0 p — 15 km: 39.45,9 |
| Mikko Keskinarkaus                                            | sprint (m)      | 23e       | +1.51,3 — schans: 101,7 p — 7,5 km: 17.08,4 |
| Samppa Lajunen                                                | individueel (m) | Goud      | ' — schans: 257,0 p — 15 km: 38.18,7 |
| Samppa Lajunen                                                | sprint (m)      | Goud      | ' — schans: 123,8 p — 7,5 km: 16.40,1 |
| Hannu Manninen                                                | individueel (m) | 14e       | +3.09,4 — schans: 221,5 p — 15 km: 38.31,1 |
| Hannu Manninen                                                | sprint (m)      | 7e        | +1.02,6 — schans: 104,7 p — 7,5 km: 16.30,7 |
| Jaakko Tallus                                                 | individueel (m) | Zilver    | +24,7 — schans: 267,5 p — 15 km: 39.36,4 |
| Jaakko Tallus                                                 | sprint (m)      | 4e        | +45,8 — schans: 119,0 p — 7,5 km: 17.07,9 |
| Team Jari Mantila Jaakko Tallus Hannu Manninen Samppa Lajunen | team (m)        | Goud      | ' — schans: 967,5 p — 20 km: 48.42,2 schans: 225,0 p — 5 km: 12.49,9 schans: 252,0 p — 5 km: 12.14,1 schans: 233,0 p — 5 km: 11.28,1 schans: 257,5 p — 5 km: 12.10,1 |

### Schaatsen
| Olympiër        | Discipline | Resultaat | Prestatie                     |
| --------------- | ---------- | --------- | ----------------------------- |
| Janne Hänninen  | 500 m (m)  | 15e       | 1.10,33 (+1,10) — 35,18+35,15 |
| Janne Hänninen  | 1000 m (m) | 10e       | 1.08,45 (+1,27)               |
| Janne Hänninen  | 1500 m (m) | 13e       | 1.46,04 (+2,09)               |
| Risto Rosendahl | 1000 m (m) | 33e       | 1.10,70 (+3,52)               |
| Risto Rosendahl | 1500 m (m) | 32e       | 1.48,57 (+4,62)               |
| Vesa Rosendahl  | 1500 m (m) | 27e       | 1.48,02 (+4,07)               |

### Schansspringen
| Olympiër                                                                 | Discipline              | Resultaat | Prestatie |
| ------------------------------------------------------------------------ | ----------------------- | --------- | --- |
| Janne Ahonen                                                             | normale schans ind. (m) | 4e        | 261,5 p. — 128,0 p. (95,5 m) + 133,5 p. (98,0 m) kwalificatie 1e — 94,0 p. (125,0 m)                                                                                         |
| Janne Ahonen                                                             | grote schans ind. (m)   | 9e        | 241,5 p. — 119,2 p. (124,0 m) + 122,3 p. (123,5 m) kwalificatie 7e — 117,5 p. (111,0 m)                                                                                      |
| Matti Hautamäki                                                          | normale schans ind. (m) | 6e        | 252,5 p. — 121,5 p. (93,0 m) + 131,0 p. (97,0 m) kwalificatie volgens wereldbekerranglijst: 91,5 p. (118,5 m)                                                                |
| Matti Hautamäki                                                          | grote schans ind. (m)   | Brons     | 256,0 p. — 129,1 p. (127,0 m) + 126,9 p. (125,5 m) kwalificatie volgens wereldbekerranglijst: 121,0 p. (117,3 m)                                                             |
| Risto Jussilainen                                                        | grote schans ind. (m)   | 18e       | 226,2 p. — 116,7 p. (121,5 m) + 109,5 p. (117,5 m) kwalificatie volgens wereldbekerranglijst: 109,5 p. (87,1 m)                                                              |
| Veli-Matti Lindström                                                     | normale schans ind. (m) | 5e        | 253,0 p. — 126,5 p. (95,0 m) + 126,5 p. (95,5 m) kwalificatie 13e — 90,0 p. (114,0 m)                                                                                        |
| Veli-Matti Lindström                                                     | grote schans ind. (m)   | 37e       | 102,1 p. — 102,1 p. (114,5 m) + dnq kwalificatie 3e — 121,0 p. (114,3 m) |
| Toni Nieminen                                                            | normale schans ind. (m) | 16e       | 235,5 p. — 117,0 p. (91,5 m) + 118,5 p. (91,5 m) kwalificatie 4e — 91,5 p. (119,0 m)                                                                                         |
| Team Matti Hautamäki Veli-Matti Lindström Risto Jussilainen Janne Ahonen | grote schans team (m)   | Zilver    | 974,0 punten 126,8 p. (126,0 m) + 122,5 p. (125,0 m) 105,0 p. (115,0 m) + 107,7 p. (116,5 m) 123,6 p. (124,5 m) + 127,8 p. (126,0 m) 133,7 p. (129,0 m) + 126,9 p. (125,5 m) |

### Snowboarden
| Olympiër      | Discipline   | Resultaat | Prestatie                            |
| ------------- | ------------ | --------- | ------------------------------------ |
| Heikki Sorsa  | halfpipe (m) | 7e        | 40,4 p. kwal. 1: 44,2 q              |
| Markku Koski  | halfpipe (m) | 8e        | 39,0 p. kwal. 1: 36,9 kwal. 2:41,3 q |
| Risto Mattila | halfpipe (m) | 16e       | dnq kwal. 1: 35,7 kwal. 2:34,3       |
| Tuomo Ojala   | halfpipe (m) | 30e       | dnq kwal. 1: 28,2 kwal. 2:23,3       |
| Minna Hesso   | halfpipe (v) | 9e        | 31,9 p. kwal. 1: 25,4 kwal. 2:32,1 q |
| Kirsi Rautava | halfpipe (v) | 18e       | dnq kwal. 1: 23,6 kwal. 2:24,7       |
| Sari Grönholm | halfpipe (v) | 19e       | dnq kwal. 1: 24,3 kwal. 2:22,4       |

### IJshockey
| Olympiër | Discipline | Resultaat | Prestatie |
| --- | ---------- | --------- | --- |
| Antti Aalto Aki Berg Mikko Eloranta Niklas Hagman Raimo Helminen Jani Hurme Olli Jokinen Tomi Kallio Sami Kapanen Jere Lehtinen Juha Lind Jyrki Lumme Ville Nieminen Janne Niinimaa Teppo Numminen Pasi Nurminen Jarkko Ruutu Sami Salo Teemu Selänne Kimmo Timonen Ossi Väänänen Juha Ylönen | mannen     | 6e        | Hoofdronde groep D: 0- 6 Finland - Verenigde Staten 8- 1 Finland - Wit-Rusland 3- 1 Finland - Rusland Kwartfinale: 1- 2 Finland - Canada                                   |
| Pirjo Ahonen Sari Fisk Kirsi Hänninen Satu Hoikkala Emma Laaksonen Terhi Mertanen Riikka Nieminen Marja-Helena Pälvilä Oona Parviainen Tuula Puputti Karoliina Rantamäki Tiia Reima Katja Riipi Päivi Salo Henna Savikuja Hanne Sikiö Saija Sirviö Petra Vaarakallio Marjo Voutilainen        | vrouwen    | 4e        | Voorronde groep B: 4- 0 Finland - China 3- 1 Finland - Duitsland 0- 5 Finland - Verenigde Staten Halve finale: 3- 7 Finland - Canada Bronzen finale: 1- 2 Finland - Zweden |

Amerikaanse Maagdeneilanden · Andorra · Argentinië · Armenië · Australië · Azerbeidzjan · België · Bermuda · Bosnië en Herzegovina · Brazilië · Bulgarije · Canada · Chili · China · Chinees Taipei · Costa Rica · Cyprus · Denemarken · Duitsland · Estland · Fiji · Finland · Frankrijk · Georgië · Griekenland · Groot-Brittannië · Hongarije · Hongkong · Ierland · IJsland · India · Iran · Israël · Italië · Jamaica · Japan · Joegoslavië · Kameroen · Kazachstan · Kenia · Kirgizië · Kroatië · Letland · Libanon · Liechtenstein · Litouwen · Macedonië · Mexico · Moldavië · Monaco · Mongolië · Nederland · Nepal · Nieuw-Zeeland · Noorwegen · Oekraïne · Oezbekistan · Oostenrijk · Polen · Roemenië · Rusland · San Marino · Slovenië · Slowakije · Spanje · Tadzjikistan · Thailand · Trinidad en Tobago · Tsjechië · Turkije · Venezuela · Verenigde Staten · Wit-Rusland · Zuid-Afrika · Zuid-Korea · Zweden · Zwitserland

Uitgesloten van deelname: Puerto Rico